# Kepa Arrizabalaga
Kepa Arrizabalaga Revuelta (Ondárroa, Vizcaya, 3 de octubre de 1994), conocido simplemente como Kepa, es un futbolista español, que juega de portero y su equipo es el Arsenal F. C. de la Premier League.

## Trayectoria

### Inicios en Lezama
Se formó en la cantera del Athletic Club desde 2004, en categoría alevín.Pasó por todos las equipos inferiores de Lezama, siendo uno de los porteros con más futuro del club vasco. En abril de 2011 se proclamó campeón nacional con Euskadi sub-18 al derrotar a Castilla y León (1-0) en la final junto a compañeros como Laporte, Galarreta o Lekue. Marcelo Bielsa le tuvo como tercer portero, por delante de porteros de mayor edad como Jon Ander Serantes, Aitor Fernández o Magunazelaia. El técnico argentino le convocó hasta en cuatro ocasiones a pesar de ser sólo un juvenil. A finales de enero de 2012 dio el salto al segundo filial, el C.D. Basconia. Con el equipo aurinegro jugó doce partidos de la segunda vuelta en Tercera División. Comenzó la temporada 2012-2013 jugando en el Basconia, pero en febrero de 2013 dio el salto al Bilbao Athletic tras la lesión de Serantes. Los problemas de espalda le impidieron jugar el último mes de competición y las cinco primeras jornadas de la temporada 2013-14.Meses después, en enero de 2014, sufrió una fractura del primer metacarpiano de su mano derecha que le tuvo de baja algo más de un mes. Inició la temporada 2014-15 con el Bilbao Athletic, por delante de Álex Remiro.

### Cesiones en Segunda División
Tras disputar 17 partidos y encajar 11 goles con el filial, en el mercado de invierno de la temporada 2014-15, fue cedido a la SD Ponferradina de Segunda División para adquirir mayor experiencia. A pesar de ser su debut en la categoría, sólo encajó 19 goles en 20 partidos. Además, logró batir el recórde de imbatibilidad del club con 306 minutos. De cara a la temporada 2015-16 varios clubes de Primera División como SD Eibar, Levante y Rayo Vallecano mostraron interés en una cesión, pero no se llegó a ningún acuerdo. Finalmente, en julio de 2015 fue cedido al Real Valladolid de Segunda División. Con los blanquivioletas, disputó 40 partidos y encajó 48 goles.

### Athletic Club
Ernesto Valverde rechazó una tercera cesión del jugador para la temporada 2016-17. Gaizka Garitano, que había sido su entrenador en Valladolid, quería seguir contando con el joven guardameta, ahora, en el Deportivo de La Coruña. Valverde decidió que jugaría la Liga alternando, mensualmente, con el veterano Gorka Iraizoz. El 11 de septiembre debutó en partido oficial, ante el Deportivo de La Coruña en Riazor (0-1), realizando varias intervenciones de mérito. Disputó tres partidos más ese mes que acabaron con victoria, ante Valencia, Granada y Sevilla, realizando grandes intervenciones como la que hizo a Rodrigo Moreno en su primer partido en San Mamés. A finales de noviembre, con la cesión de Iago Herrerín al CD Leganés, Kepa fue confirmado como portero titular en Liga. El 8 de enero, en el partido disputado ante el Alavés, sufrió una grave lesión muscular en el recto anterior de su pierna derecha, que le mantuvo algo más de dos meses de baja. El 12 de marzo, el día de su regreso, realizó una gran actuación en el derbi vasco, ante la Real Sociedad en Anoeta (0-2). El 4 de abril realizó una parada espectacular a un remate del espanyolista David López, que fue comparada con otra de José Ángel Iribar. Su primera temporada en el club fue muy destacada, siendo incluido en el equipo revelación elegido por la UEFA.
En la temporada 2017-18, con el regreso de Herrerín y la marcha de Iraizoz, mantuvo su estatus de titular en Liga. Además, comenzó a ser fijo en las convocatorias nacionales del seleccionador Julen Lopetegui. El 25 de octubre disputó, ante la SD Formentera, su primer partido de Copa con el club rojiblanco. El 19 de noviembre detuvo su primer penalti en Primera División, al adivinar la dirección del lanzamiento de Manu Trigueros. El 2 de diciembre se enfrentó al Real Madrid (0-0), en medio de intensos rumores sobre su renovación. El 18 de diciembre, después de no poder jugar el derbi vasco, el club hizo público que sufría una lesión ósea en la base del segundo metatarsiano del pie derecho. El 22 de enero renovó por el Athletic Club, con un contrato hasta junio de 2025 y una cláusula de rescisión de 80 millones de euros, poniendo fin a las noticias que le situaban en el Real Madrid.
El 9 de febrero, tras dos meses sin jugar, volvió a la titularidad en el empate a cero ante la UD Las Palmas. El 25 de febrero volvió a detener un penalti, en esta ocasión, a Youssef En-Nesyri con 2-1 favorable en el marcador. El 31 de marzo, en un partido ante el Celta de Vigo, realizó una intervención en el descuento que fue considerada una de las mejores de toda la temporada. El 18 de abril, en su primera visita al Santiago Bernabéu, realizó nueve paradas que ayudaron a lograr un meritorio empate a uno, después de casi tres lustros sin puntuar en el feudo madridista.

### Chelsea F. C.
El 8 de agosto de 2018 se hizo oficial su llegada al Chelsea F. C. a cambio del importe de su cláusula de rescisión, cifrada en 80 millones de euros. Así, se convirtió en el traspaso más caro pagado por un portero superando al del cancerbero brasileño Alisson Becker de la A. S. Roma al Liverpool F. C. por 72 millones de euros, realizado dos semanas antes. El jugador firmó un contrato de siete temporadas con el club londinense, que se había visto obligado a traspasar a Thibaut Courtois. El 11 de agosto debutó con el cuadro blue en una victoria a domicilio (0-3) ante el Huddersfield Town. El 20 de septiembre debutó en Liga Europa en un encuentro a domicilio ante el PAOK. El 24 de enero fue el héroe del equipo en el pase a la final de la Copa de la Liga ante el Tottenham al detener, en la tanda, un penalti decisivo a Lucas Moura.
El 24 de febrero de 2019, protagonizó una controversia al rechazar ser sustituido por Willy Caballero después de tener que ser atendido por dos lesiones durante el tiempo añadido de la final de la Copa de la Liga con el marcador señalando un empate a cero contra el Manchester City, realizando ostensibles gestos en contra de la sustitución. Esto provocó la indignación de su entrenador, Maurizio Sarri, ya que el reglamento indica que si un jugador que debe ser reemplazado rehusara salir del terreno de juego, el partido continuará. Su equipo, el Chelsea, perdió la posterior tanda de penalties por 3 a 4 a pesar de que el portero consiguió parar el tercer disparo lanzado por Leroy Sané. Su actitud fue duramente criticada por diversos medios de comunicación. Un día después, el Chelsea informó que había sancionado a Kepa con una multa equivalente a una semana de su sueldo. El miércoles 27, el técnico italiano decidió dejarle en el banquillo en el partido de Premier League ante el Tottenham.
El 9 de mayo fue determinante al detener los dos últimos lanzamientos de penalti del Eintracht Frankfurt, en la tanda de la vuelta de semifinales de la Liga Europa, que permitieron alcanzar una nueva final europea para el cuadro londinense. El 29 de mayo se proclamó campeón de la Liga Europa tras derrotar por 4 a 1 al Arsenal.
En su segunda temporada en el club tuvo una actuación muy discutida. Su técnico Frank Lampard le dejó en el banquillo en cinco jornadas de Premier League, la final de la FA Cup y en los octavos de final de la Liga de Campeones para poner al veterano Willy Caballero. En la segunda jornada de la Premier League 2020-21 tuvo un error frente al Liverpool, que precipitó el fichaje del guardameta Edouard Mendy. El 17 de octubre, en su regreso a la titularidad, cometió un fallo en el segundo gol del Southampton en un encuentro que acabó con empate a tres.
El 11 de agosto de 2021 fue determinante en la tanda de penaltis de la final de la Supercopa de Europa frente al Villarreal C. F. al detener dos lanzamientos del equipo castellonense, después de haber salido en el minuto 119 de encuentro. El 27 de febrero falló el úndecimo penalti de la tanda, en la final de la Copa de la Liga, frente al Liverpool.
A mediados de 2022 estuvo cerca de marcharse cedido al S. S. C. Napoli. Sin embargo, el nuevo dueño del club Todd Boehly rechazó la operación ya que quería un traspaso. El 6 de septiembre fue titular en Liga de Campeones frente al Dinamo Zagreb (1-0), por la lesión de Mendy, que acabó con el despido de Thomas Tuchel. Con la llegada de Graham Potter, se consolidó como titular merced a sus buenas actuaciones.

### Real Madrid C. F.
El 14 de agosto del 2023 se oficializó su llegada al Real Madrid, en condición de cedido por el Chelsea, luego de que el portero titular Thibaut Courtois sufriera una lesión de larga duración. El 25 de agosto debutó sin encajar en Balaídos en el triunfo 1-0 ante el Celta de Vigo por la 3.ª jornada de LaLiga 2023-24.

### Regreso a Inglaterra
El 29 de agosto de 2024, tras haber renovado su contrato por un año más, fue cedido al AFC Bournemouth de Andoni Iraola, con el que jugó en 35 partidos. La siguiente temporada se desvinculó definitivamente del Chelsea F. C. después de ser traspasado al Arsenal F. C.

## Selección nacional

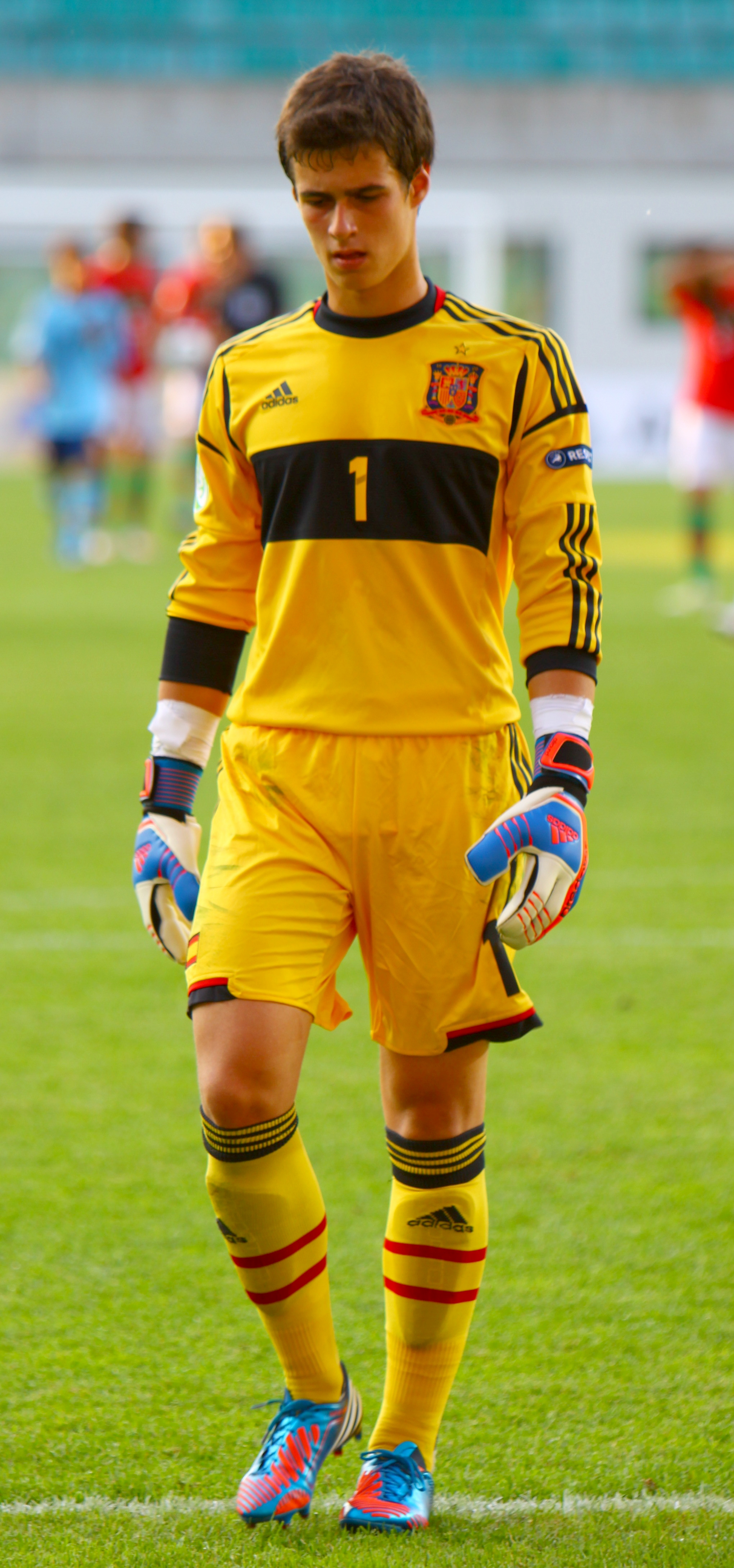
Kepa durante el Campeonato Europeo Sub-19 2012.

### Categorías inferiores
Ha sido internacional en las categorías inferiores de la selección española, habiendo disputado partidos con la selección sub-19, sub-20 y sub-21.
Con la selección sub-19, formó parte del equipo que se proclamó campeón del Europeo de 2012. Fue el portero titular de la selección durante el torneo, destacando actuaciones como la del partido de semifinales contra la selección francesa de Pogba, en el que tras el 3–3 con el que concluyó la prórroga, detuvo dos penaltis a Umtiti y a Kondogbia, clasificando a España para la final.
Formó parte de la convocatoria de preparación de la selección sub-20 para el Mundial de 2013, en el que Kepa se perfilaba como el portero titular, teniendo que abandonar la concentración el 7 de junio, debido a una lumbalgia que venía arrastrando desde el final de temporada.
Con la selección sub-21 debutó como titular ante Bélgica el 5 de febrero de 2013. No volvió a ocupar la titularidad hasta el 9 de septiembre de 2014, afianzándose desde entonces como titular en la sub-21, por delante de Fernando Pacheco. España acabó la clasificación para el Europeo de 2015 primera del grupo 4, sin embargo, en la eliminatoria final de ida y vuelta que daba acceso al torneo, España fue eliminada contra todo pronóstico ante Serbia, quedando además sin posibilidades de clasificación para los Juegos de Río 2016. En la siguiente fase de clasificación para el Europeo de 2017 disputó como titular la mayor parte de los partidos, consiguiendo la selección el pase a la fase final, en la que el meta vizcaíno tuvo una destacada actuación, y en la que la selección concluyó subcampeona tras caer ante Alemania por 1 a 0.

### Selección absoluta
Su primera llamada con la selección absoluta se produjo el 21 de marzo de 2017, estando concentrado con la selección sub-21, debido a la lesión de Pepe Reina, que propició su convocatoria para el partido de clasificación para el Mundial 2018 ante Israel y el amistoso de Saint-Denis ante Francia. En las siguientes convocatorias se hizo fijo como tercer portero por delante de Sergio Rico.
Debutó el 11 de noviembre de 2017 ante Costa Rica (5-0) en La Rosaleda de Málaga, convirtiéndose además, en el jugador número 100 del Athletic en debutar con la selección española. El 21 de mayo fue uno de los tres porteros convocados por Julen Lopetegui para disputar el Mundial de Rusia de 2018, siendo el cuarto portero de la historia del Athletic en acudir a un Mundial.
El 26 de marzo de 2019, ya con Luis Enrique como seleccionador, jugó su primer partido oficial -cuarto incluyendo amistosos- ante la selección de Malta correspondiente a la clasificación para la Eurocopa 2020.

### Participaciones en torneos internacionales
| Torneo                         | Sede     | Resultado        | Partidos | GE |
| ------------------------------ | -------- | ---------------- | -------- | -- |
| Eurocopa Sub-19 de 2012        | Estonia  | Campeón          | 4        | 7  |
| Eurocopa Sub-21 de 2017        | Alemania | Subcampeón       | 5        | 3  |
| Copa Mundial de Fútbol de 2018 | Rusia    | Octavos de final | 0        | 0  |

## Estadísticas

### Clubes
Actualizado al último partido disputado el 25 de mayo de 2025.
| C. D. Basconia · España               | 3.ª           | 2011-12       | 12  | 22  | —  | —  | —  | —  | 12  | 22  |
| C. D. Basconia · España               | 3.ª           | 2012-13       | 19  | 21  | —  | —  | —  | —  | 19  | 21  |
| C. D. Basconia · España               | Total club    | Total club    | 31  | 43  | 0  | 0  | 0  | 0  | 31  | 43  |
| Bilbao Athletic · España              | 2.ª B         | 2012-13       | 7   | 7   | —  | —  | —  | —  | 7   | 7   |
| Bilbao Athletic · España              | 2.ª B         | 2013-14       | 26  | 26  | —  | —  | —  | —  | 26  | 26  |
| Bilbao Athletic · España              | 2.ª B         | 2014-15       | 17  | 11  | —  | —  | —  | —  | 17  | 11  |
| Bilbao Athletic · España              | Total club    | Total club    | 50  | 44  | 0  | 0  | 0  | 0  | 50  | 44  |
| S. D. Ponferradina · España           | 2.ª           | 2014-15       | 20  | 19  | —  | —  | —  | —  | 20  | 19  |
| S. D. Ponferradina · España           | Total club    | Total club    | 20  | 19  | 0  | 0  | 0  | 0  | 20  | 19  |
| Real Valladolid C. F. · España        | 2.ª           | 2015-16       | 39  | 46  | 1  | 2  | —  | —  | 40  | 48  |
| Real Valladolid C. F. · España        | Total club    | Total club    | 39  | 46  | 1  | 2  | 0  | 0  | 40  | 48  |
| Athletic Club · España                | 1.ª           | 2016-17       | 23  | 22  | 0  | 0  | 0  | 0  | 23  | 22  |
| Athletic Club · España                | 1.ª           | 2017-18       | 30  | 43  | 1  | 1  | —  | —  | 31  | 44  |
| Athletic Club · España                | Total club    | Total club    | 53  | 65  | 1  | 1  | 0  | 0  | 54  | 66  |
| Chelsea F. C. Inglaterra              | 1.ª           | 2018-19       | 36  | 39  | 5  | 4  | 13 | 8  | 54  | 51  |
| Chelsea F. C. Inglaterra              | 1.ª           | 2019-20       | 33  | 47  | 1  | 0  | 7  | 11 | 41  | 58  |
| Chelsea F. C. Inglaterra              | 1.ª           | 2020-21       | 7   | 8   | 6  | 2  | 1  | 1  | 14  | 11  |
| Chelsea F. C. Inglaterra              | 1.ª           | 2021-22       | 4   | 2   | 8  | 5  | 3  | 3  | 15  | 10  |
| Chelsea F. C. Inglaterra              | 1.ª           | 2022-23       | 29  | 33  | 1  | 4  | 9  | 8  | 39  | 45  |
| Chelsea F. C. Inglaterra              | Total club    | Total club    | 109 | 129 | 21 | 15 | 33 | 31 | 163 | 175 |
| Real Madrid C. F. · España            | 1.ª           | 2023-24       | 14  | 9   | 2  | 4  | 4  | 5  | 20  | 18  |
| Real Madrid C. F. · España            | Total club    | Total club    | 14  | 9   | 2  | 4  | 4  | 5  | 20  | 18  |
| AFC Bournemouth Inglaterra            | 1.ª           | 2024-25       | 31  | 39  | 4  | 4  | —  | —  | 35  | 43  |
| AFC Bournemouth Inglaterra            | Total club    | Total club    | 31  | 39  | 4  | 4  | 0  | 0  | 35  | 43  |
| Total carrera                         | Total carrera | Total carrera | 347 | 394 | 29 | 26 | 37 | 36 | 413 | 456 |
| (1) Hace referencia a goles encajados |               |               |     |     |    |    |    |    |     |     |

## Palmarés

### Títulos nacionales
| Título                     | Club              | País   | Año  |
| -------------------------- | ----------------- | ------ | ---- |
| Supercopa de España        | Real Madrid C. F. | España | 2024 |
| Primera División de España | Real Madrid C. F. | España | 2024 |

### Títulos internacionales
| Título                            | Club (*)                   | País         | Año  |
| --------------------------------- | -------------------------- | ------------ | ---- |
| Eurocopa Sub-19                   | Selección sub-19 de España | Estonia      | 2012 |
| Liga Europa de la UEFA            | Chelsea F. C.              | Bakú         | 2019 |
| Liga de Campeones de la UEFA      | Chelsea F. C.              | Oporto       | 2021 |
| Supercopa de Europa               | Chelsea F. C.              | Belfast      | 2021 |
| Copa Mundial de Clubes de la FIFA | Chelsea F. C.              | EAU          | 2021 |
| Liga de Naciones de la UEFA       | Selección de España        | Países Bajos | 2023 |
| Liga de Campeones de la UEFA      | Real Madrid C. F.          | Londres      | 2024 |

(*) Incluyendo la selección.

### Reconocimientos
| Distinción                                                           | Año  |
| -------------------------------------------------------------------- | ---- |
| Seleccionado en el Once de Oro del Fútbol Draft.                     | 2013 |
| Seleccionado en el Once de Oro del Fútbol Draft.                     | 2014 |
| Seleccionado en el Once de Oro del Fútbol Draft.                     | 2015 |
| Seleccionado en el equipo revelación de la Liga 2016-17 por la UEFA. | 2017 |
| Equipo ideal de la Liga Europa de la UEFA.                           | 2019 |
| Guante de Oro de la UEFA 2020-21                                     | 2021 |

## Vida personal
A los cinco años, motivado por su padre, comenzó su afición por el silvestrismo adiestrando jilgueros. En 2008, con su jilguero Oker, ganó su primer Campeonato de pájaros cantores de Vizcaya. En 2010, con Rocky y Raikkonen, obtuvo su segundo Campeonato.
El 25 de junio de 2023 se casó en Marbella con Andrea Martínez, Miss Universe España 2020, en una boda íntima celebrada en la Finca La Concepción, tras una ceremonia religiosa en la Iglesia de Nuestra Señora de la Encarnación